# Owen Falconis
Owen Clark Falconis Lima, noto semplicemente come Owen Falconis (Montevideo, 25 febbraio 2000), è un calciatore uruguaiano, attaccante del Cerro.

## Caratteristiche tecniche
È un centravanti.

## Carriera

### Club
Cresciuto nel settore giovanile del Defensor Sporting, ha debuttato in prima squadra il 25 maggio 2019 disputando l'incontro di Primera División Profesional perso 4-2 contro il Fénix.

### Nazionale
Nel 2017 ha segnato una rete nel campionato sudamericano Under-17.

## Statistiche
Statistiche aggiornate al 10 marzo 2020.

### Presenze e reti nei club
| Stagione        | Squadra           | Campionato      | Campionato | Campionato | Coppe nazionali | Coppe nazionali | Coppe nazionali | Coppe continentali | Coppe continentali | Coppe continentali | Altre coppe | Altre coppe | Altre coppe | Totale | Totale | Totale |
| Stagione        | Squadra           | Comp            | Pres       | Reti       | Comp            | Pres            | Reti            | Comp               | Pres               | Reti               | Comp        | Pres        | Reti        | Pres   | Reti   |        |
| --------------- | ----------------- | --------------- | ---------- | ---------- | --------------- | --------------- | --------------- | ------------------ | ------------------ | ------------------ | ----------- | ----------- | ----------- | ------ | ------ | ------ |
| 2019            | Defensor Sporting | PD              | 4          | 1          |                 | -               | -               |                    | -                  | -                  |             | -           | -           | 4      | 1      |        |
| gen.-giu. 2020  | Salamanca UDS     | SDB             | 2          | 0          |                 | -               | -               |                    | -                  | -                  |             | -           | -           | 2      | 0      |        |
| Totale carriera | Totale carriera   | Totale carriera | 6          | 1          |                 | -               | -               |                    | -                  | -                  |             | -           | -           | 6      | 1      |        |